# Ралаймунгу, Жан
Жан Ралаймунгу (малаг. Ralaimongo Jean; 1885—1944) — малагасийский политик, деятель национально-освободительного движения, педагог, публицист, журналист, редактор, один из первых популяризаторов марксистско-ленинских идей на Мадагаскаре.

## Биография
Родился в семье пастора из народности бецилеу. Образование получил при протестантской миссии. Учительствовал, работал в норвежской религиозной миссии, затем в государственной школе в Фианаранцуа. В 1910 отправился в Париж, где сдал экзамены за лицейское образование.
Вернувшись на родину, в 1912—1914 годах работал преподавателемв государственной школе в Махабибу. В 1913 году было создано боровшееся за независимость малагасийское тайное антиколониальное общество Vy Vato Sakelika («Ви, вату, сакелика»), членом которого он стал.
Участник Первой мировой войны, добровольцем служил во французской армии, сражался в составе батальона малагасийских стрелков в составе «Сражающейся Франции» в Европе.
С 1920 года Ж. Ралаймунгу — один из руководителей Французской лиги борьбы за предоставление жителям Мадагаскара прав французских граждан (созданной под покровительством А. Франса).
В июле 1922 года власти осудили его за подготовку к мятежу и приговорили к тюремному заключению. Освободившись, отправился в Париж, где увлёкся журналистикой. Основал газету под названием «L’Opinion».
Принимал участие в издании газеты «Аксьон колониаль» («L’Action coloniale»), резко критиковавшей колониальные власти и требовавшей амнистии репрессированным членам антиколониальной организации Vy Vato Sakelika.
В 1923 году был основателем парижской газеты «Либере» («Libere»), в которой публиковал антиколониальные статьи, памфлеты. В Париже встречался с другими социалистами, включая Хо Ши Мина.
В том же году вернулся на Мадагаскар, где организовал группу патриотов-борцов против колониального гнёта, действовавшую в разных частях острова.
С 1927 года совместно с Жозефом Равуаханги, будущим лидером партии «Восстановление независимости мальгашского народа», и Полем Дюссаком, будущим первым генеральным секретарём Коммунистической партии Региона Мадагаскар, издавал в г. Диего-Суарес (ныне Анцеранана) антиколониальную газету «Опиньон» («L’Opinion»).
Неоднократно подвергался репрессиям и преследованиям со стороны властей. В мае 1929 года организовал первую массовую демонстрацию в Тананариве (ныне Антананариву), за что был сослан на 5 лет в Буризини.
С 1935 года редактировал газету «Насьон мальгаш» («La Nation malgache») на французском и малагасийском языках. В 1936 году организовал в Тананариве ряд крупных антиколониальных демонстраций.
Как публицист, в своих брошюрах и многочисленных статьях, публиковавшихся в прогрессивных газетах, выступал против режима бесправия и расовой дискриминации, установленного французами на острове.

## Память
- Имя Ж. Ралаймунгу было присвоено созданной в 1977 году на Мадагаскаре пионерской организации «Tara-Bao-Maraina» («Новая заря»).